# Elezioni amministrative in Italia del 1958
Le elezioni amministrative italiane del 1958 si tennero il 9 novembre.

## Elezioni comunali

### Friuli-Venezia Giulia

#### Trieste
| Liste                                          | Voti    | %     | Seggi |
| ---------------------------------------------- | ------- | ----- | ----- |
| Democrazia Cristiana (DC)                      | 65.093  | 34,95 | 23    |
| Partito Comunista Italiano (PCI)               | 40.321  | 21,65 | 14    |
| Movimento Sociale Italiano (MSI)               | 27.540  | 14,79 | 9     |
| Partito Socialista Democratico Italiano (PSDI) | 13.360  | 7,17  | 4     |
| Partito Liberale Italiano (PLI)                | 6.817   | 3,66  | 2     |
| Partito Socialista Italiano (PSI)              | 6.127   | 3,29  | 2     |
| Partito Repubblicano Italiano (PRI)            | 5.512   | 2,96  | 2     |
| Movimento per l'Indipendenza del T.L.T.        | 4.289   | 2,30  | 1     |
| Unione Slovena (US)                            | 2.829   | 1,52  | 1     |
| Partito Radicale (PR)                          | 1.444   | 0,77  | -     |
| Altri                                          | 12.901  | 6,93  | 2     |
| Totale                                         | 186.233 |       | 60    |

### Toscana

#### Pisa
| Liste                                          | Voti | %     | Seggi |
| ---------------------------------------------- | ---- | ----- | ----- |
| Democrazia Cristiana (DC)                      |      | 39,07 |       |
| Partito Comunista Italiano (PCI)               |      | 29,47 |       |
| Partito Socialista Italiano (PSI)              |      | 15,98 |       |
| Movimento Sociale Italiano (MSI)               |      | 6,91  |       |
| Partito Socialista Democratico Italiano (PSDI) |      | 3,36  |       |
| Partito Repubblicano Italiano (PRI)            |      | 3,12  |       |
| Partito Liberale Italiano (PLI)                |      | 2,06  |       |
| Totale                                         |      |       |       |

#### Massa
| Liste                                          | Voti | %    | Seggi |
| ---------------------------------------------- | ---- | ---- | ----- |
| Democrazia Cristiana (DC)                      |      | 37,0 |       |
| Partito Comunista Italiano (PCI)               |      | 18,8 |       |
| Partito Socialista Italiano (PSI)              |      | 15,4 |       |
| Partito Socialista Democratico Italiano (PSDI) |      | 11,2 |       |
| Partito Repubblicano Italiano (PRI)            |      | 6,3  |       |
| Movimento Sociale Italiano (MSI)               |      | 5,3  |       |
| Socialisti Autonomisti                         |      | 3,2  |       |
| Partito Nazionale Monarchico (PNM)             |      | 1,6  |       |
| Partito Liberale Italiano (PLI)                |      | 1,2  |       |
| Totale                                         |      |      |       |